# Primera iglesia metodista pentecostal de Chile
La Primera Iglesia Metodista Pentecostal Primp Chile (legalmente constituida como Iglesia Metodista Pentecostal de Chile, y conocida coloquialmente como La Jotabeche, por su templo matriz, la Catedral Evangélica de Chile) es una Iglesia evangélica Chilena, fundada el 21 de noviembre del 2011, instituida originalmente como corporación de derecho privado,pero posteriormente reestructurada como organización de derecho público. La iglesia nace de la rescisión de la Iglesia Metodista Pentecostal de Chile original, teniendo su origen en la Iglesia Metodista Episcopal, constituyéndose bajo dicho nombre el 12 de septiembre de 1909, obteniendo su Personalidad Jurídica de Derecho Privado según Decreto 2148 el 30 de septiembre de 1929 (heredada por la actualmente constituida Corporación Iglesia Metodista Pentecostal de Chile) y la Personalidad Jurídica de Derecho Público Registro N.º 00043 el 3 de enero de 2001 (conservada por la actual Iglesia Metodista Pentecostal de Chile IMPCH, de derecho público), las cuales se separaron en 2007. En 2011, la administración de la Catedral Evangélica de Chile constituiría su propia iglesia separada, la cual llevaría por nombre Primera Iglesia Metodista Pentecostal de Chile, aunque legalmente, conserva su nombre institucional original como razón social.Hasta 2021, contaba con presencia en gran parte del territorio nacional, pero en la actualidad, conserva su área principal en varias de las comunas del Gran Santiago.

## Historia

### Iglesia original (1909-2007)
Esta institución, al igual que las otras denominaciones que utilizan el nombre "Iglesia Metodista Pentecostal de Chile", y otras congregaciones pentecostales, toma como fecha de fundación el Avivamiento Pentecostal del año 1909 ocurrido en Valparaíso. 
A mediados del año 2007, luego de diferencias en torno a lo administrativos entre los pastores líderes de la Iglesia a nivel nacional, se decide la división de la Iglesia Metodista Pentecostal, en dos unidades con su propia personalidad jurídica, pero con la misma creencia de base y Fe. 

### Separación (2007-2011)
Después del fallecimiento del reverendo Javier Vásquez Valencia, tercer obispo y pastor gobernante de la Catedral Evangélica de Chile, fue elegido como sucesor el pastor presbítero gobernante de la Iglesia de Cauquenes, el reverendo Bernardo Cartes Venegas. El cargo de pastor gobernante de la Catedral Evangélica recayó en Eduardo Durán Castro en esa elección. Sin embargo, diferencias entre las autoridades y conflictos en el interior de la Iglesia ocasionaron que los líderes decidieran separar sus doctrinas, con la división de la entonces única Iglesia Metodista Pentecostal de Chile en tres entidades: la Iglesia Metodista Pentecostal de Chile de Derecho Público, mantenida por el obispo Cartes Venegas y correspondiente a 300 iglesias a nivel nacional; la Iglesia Metodista Pentecostal de Chile con Personalidad Jurídica de Derecho Privado (también conocida por Corporación Iglesia Metodista Pentecostal de Chile), liderada por el pastor vicepresidente gobernante de la Iglesia Nueva San Ramón, Roberto López Rojas, antiguo agente de la Central Nacional de Informaciones (CNI) durante la dictadura militar, correspondiente a 62 iglesias; y la Primera Iglesia Metodista Pentecostal o Catedral Evangélica de Chile, liderada por el pastor Eduardo Durán Castro, con 65 templos y locales. 

### Controversias, cisma y reestructuración (2011-presente)
En 2011, 50 pastorados de la Corporación Iglesia Metodista Pentecostal de Chile decidieron unirse a la Catedral Evangélica de Chile.En 2019, el obispo gobernante de Primp Chile, Eduardo Durán Castro, se vio envuelto en una serie se polémicas y controversias en torno a su persona, por una serie de conductas que se denunciaron de él, tales como el robo de sumas millonarias del diezmo de la iglesia que presidía, amoríos secretos, y una falta de ética y probidad evidentes. Al ser la figura principal del templo evangélico más importante de Chile, sus escándalos afectaron y calaron en todo el mundo cristiano protestante, por lo que se decidió su destitución como obispo y su expulsión inmediata de la congregación gobernante de la Catedral Evangélica de Chile, el 1 de junio de 2019.Como consecuencia, la mayoría de las iglesias asociadas a Primp fuera de Santiago se separaron de esta.
Como sucesor del destituido pastor Durán, y luego de una reestructuración de la iglesia después del escándalo, fue elegido como pastor y obispo gobernante Héctor Cerda Gómez y su esposa, Elizabeth Bizama Saavedra, quienes presiden la iglesia desde el 18 de marzo de 2021.

## Organización
Esta iglesia se divide se organiza sobre la base de:
- Asamblea de Jotabeche
- Pastor de Jotabeche
- Cuerpo de Diáconos
- Predicadores Encargados y Jefes de Cuerpo
- Predicadores Ayudantes
- Profesores de Escuela Dominical
- Clases
- Locales, localizados principalmente en comunas de Santiago de Chile.

## Declaración de fe
1. Cree en un Dios Trino, Padre, Hijo y Espíritu Santo.
2. Cree en Jesucristo, único salvador de la humanidad, Hijo de Dios quien no fue concebido por voluntad humana, si no que por obra del Espíritu Santo, que murió en la cruz del calvario y resucitó al tercer día, ascendió al cielo y está a la diestra del Padre para interceder ante Él por los que invoquen en Espíritu y Verdad.
3. Cree en la autoridad de las Santas Escrituras como la Palabra inspirada de Dios, la que está constituida por los sesenta y seis libros canónicos del Antiguo y Nuevo Testamento, desde el Génesis hasta el Apocalipsis.
4. Reconoce como sacramentos: el Bautismo por Aspersión para arrepentimiento; el Bautismo de los niños para Consagración; la santa Cena instituida por el Señor y que simboliza nuestra redención y única regla de fe y práctica para el creyente.
5. Cree en el Bautismo del Espíritu Santo como poder regenerador y creador de una vida nueva, acompañada de gozo y alegría.
6. Cree en la resurrección de los muertos, y en la venida de Cristo a la Tierra en gloria y majestad para llevar consigo a sus redimidos.
7. Cree en la segunda venida de Cristo a la tierra en forma inminente, personal y premilenial.
8. Cree en la justificación por la Fe en Jesucristo, y no por las obras de la ley. Enseña y mantiene firmemente la doctrina bíblica de la justificación por la fe solamente.

Su Soteriología es Arminiana, siguiendo a John Wesley, como afirmó Willis C. Hoover (fundador): “Aténganse siempre a los sermones de Wesley. Son un fundamento seguro de doctrina y práctica. Estamos netamente con él en todo este movimiento”.
Y: “Sigo a Wesley con toda fidelidad. No me he apartado de las doctrinas de Wesley”.

## Posturas frente a temas país

### Homosexualidad
La iglesia metodista pentecostal en Chile ha sido criticada en múltiples ocasiones por su corriente conservadora y homofóbica. Distintas han sido las manifestaciones que han realizado en contra de la homosexualidad y las uniones civiles. En julio de 2011, el obispo de la Catedral Evangélica de Chile, Eduardo Durán Castro, se dirigió al Gobierno de Sebastián Piñera para que no aprobara la unión civil, considerándola «una sodomía consensuada y una amenaza» contra la familia que abriría el paso a «otras aberraciones sexuales». Estas declaraciones fueron duramente criticadas por el Movimiento de Integración y Liberación Homosexual (MOVILH).
En 2011, se pronunciaron también en contra de la Ley Antidiscriminación que se estaba analizando en Chile, postura que fue mantenida luego de una reunión de los pastores el 31 de marzo de 2012, cuatro días después de la muerte de Daniel Zamudio, joven homosexual asesinado por una pandilla de neonazis.

### Aborto
En marzo de 2012, los evangélicos se mostraron contrarios a cualquier proyecto de ley que se refiera al aborto terapéutico.